# Hiposaliwacja
Hiposaliwacja (łac. hyposalivatio), sjalopenia, hiposjalia – zmniejszone wydzielanie śliny.
Zjawisko to powodowane jest ubocznym działaniem różnych leków (antydepresyjnych, antyhistaminowych, diuretycznych), chorobami z autoagresji (na przykład reumatoidalnym zapaleniem stawów, sarkoidozą), niewyrównaną cukrzycą, menopauzą, anoreksją, głodzeniem lub nieprawidłowym odżywianiem, a także kamicą lub uszkodzeniem ślinianek w wyniku promieniowania.